# 新晃站
新晃站（原站名晃县站），位于中华人民共和国湖南省怀化市新晃侗族自治县晃州镇，是沪昆铁路上的火车站。车站目前由中国铁路广州局集团怀化车务段管辖，是广铁集团的“西大门”，办理客货运业务，服务新晃县及贵州天柱县、万山区。
湘黔铁路金竹山至贵阳段与1960年动工，晃县段修建指挥部于1月26日成立。1961年铁路因国家财政困难而停工，1970年10月4日湘黔铁路新晃段复建。1972年5月线路铺设铁轨，同年8月10日车站随线路通车而运营。1973年10月正式营运:445。

## 车站结构

### 站场

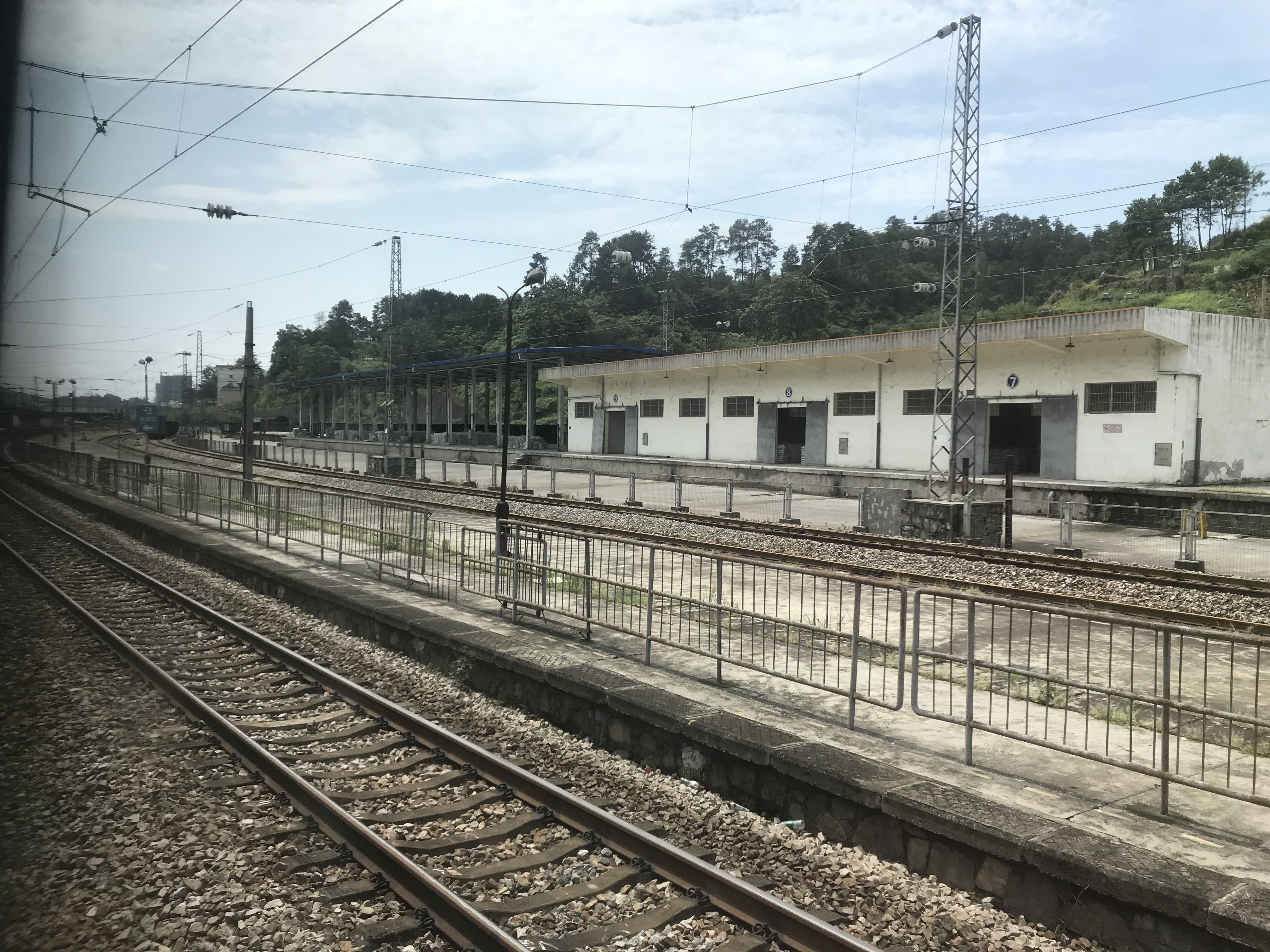
车站站场

新晃站货场办理整车货运到发业务，由湖南湘通物流有限公司怀南分公司代办物流服务工作，主要到发货品为非金属矿、金属矿石、钢铁、水泥、矿建等。站内设有通往华诚贸易的专用线。
|          | 车站货场                      |
| 到发线   | 沪昆铁路 货车                 |
| 2站台    | 沪昆铁路 往上海方向（波州站） |
| 岛式站台 |                               |
| 正线     | 沪昆铁路上行列车通过线        |
| 正线     | 沪昆铁路下行列车通过线        |
| 1站台    | 沪昆铁路往昆明方向（大龙站）  |
| 侧式站台 |                               |

## 車站周邊
- 湘味观大酒店
- 新晃汽车站
- 新晃侗族自治县湘南医院